# Ronald Seboth
Ronald Seboth (* 1955 in Wien) ist ein österreichischer Schauspieler und Theaterregisseur.

## Leben
Ronald Seboth erhielt seine Schauspielausbildung von 1975 bis 1978 am Wiener Max-Reinhardt-Seminar und debütierte am Stadttheater Pforzheim. Nach der Rückkehr in seine Geburtsstadt spielte er zunächst bei den Wiener Festwochen und ging dann ans dortige Schauspielhaus. Von 1988 bis 2002 hatte Seboth ein Engagement am Volkstheater Wien, von 2003 bis 2005 gehörte er zum Ensemble des Theaters in der Josefstadt. Zwischen 2005 und 2008 spielte Seboth im Wiener Simpl in dem Programm "Krawutzi Kaputzi. Strengstes Jugendverbot".
In der Verfilmung des Romans Tarabas von Joseph Roth gab Ronald Seboth 1981 sein Kameradebüt. Seitdem ist er gelegentlich in vorwiegend österreichischen Produktionen zu sehen, so wiederholt in den Serien Medicopter 117 – Jedes Leben zählt oder SOKO Wien.
Neben seiner schauspielerischen Tätigkeit gibt Seboth Schauspielunterricht. Seit 1986 unterrichtet er am Franz Schubert Konservatorium, seit dem Jahr 2000 auch an den Performing Arts Studios Vienna. Von 1993 bis zu deren Auflösung 1996 war Seboth Leiter der Schauspielschule am Volkstheater Wien.
Darüber hinaus arbeitet Seboth auch als Regisseur, vornehmlich in den Sparten "Komödie" und "Musiktheater". Zudem ist er seit 1998 künstlerischer Leiter der Vienna Harmonists, einer Gruppe, die im Stile der Comedian Harmonists auftritt.
Ronald Seboth lebt in Wien.

## Filmografie
- 1981: Tarabas
- 1983: Ringstraßenpalais (2 Folgen)
- 1988: Borderline
- 1995: Die Nacht der Nächte
- 1999: Medicopter 117 – Jedes Leben zählt – Schulbus in den Tod
- 2001: Dolce Vita & Co – Das Ultimatum
- 2001: Medicopter 117 – Jedes Leben zählt – Kamikaze
- 2003: SOKO Kitzbühel – Skateboard
- 2005: Kampl
- 2005: SOKO Wien – Menschenjagd
- 2005: Der eingebildete Kranke
- 2005: Margarete Steiff
- 2006: Medicopter 117 – Jedes Leben zählt – Flammenmeer
- 2007: SOKO Wien – Ein mörderischer Preis
- 2008: Trautmann – Die Hanno-Herz-Story
- 2008: Tatort – Granit
- 2012: Braunschlag (4 Folgen als russischer Mafioso)
- 2013: SOKO Wien – Am Abgrund
- 2014: Die Seelen im Feuer
- 2018: Die Toten von Salzburg – Königsmord
- 2019: Die Toten von Salzburg – Wolf im Schafspelz
- 2019: Stadtkomödie – Der Fall der Gerti B.
- 2023: Am Ende wird alles sichtbar
- 2023: Rickerl – Musik is höchstens a Hobby

## Hörspiele
- 1981: Jesus von Ottakring – Autoren: Helmut Korherr und Wilhelm Pellert – Regie: Wilhelm Pellert
- 1982: Piaf – Autorin: Pam Gems – Regie: Michael A. Schottenberg